# Hervé Florès
Hervé Florès est un footballeur professionnel, né le 15 mars 1956 à Miramas (France).
Il évoluait en tant qu'attaquant.
International espoir, il fit notamment partie des 44 pré-sélectionnés par Michel Hidalgo pour la Coupe du monde 1978 en Argentine.

## Clubs successifs

### Joueur
- 1967-1973 : SSMC Miramas
- 1973-1975 : AS Mazargues
- 1975-1981 : Olympique de Marseille (157 matches, 37 buts)
- 1981-1983 : AS Angoulême
- 1983-1985 : Le Havre AC
- 1985-1987 : Stade de Reims
- 1987-1989 : SM Caen
- 1989-1990 : FC Bourges
- 1990-1991 : FC Perpignan